# Diócesis de Nkongsamba
La diócesis de Nkongsamba (en latín: Dioecesis Nkongsambensis y en francés: Diocèse de Nkongsamba) es una circunscripción eclesiástica de la Iglesia católica en Camerún. Se trata de una diócesis latina, sufragánea de la arquidiócesis de Duala. Desde el 26 de mayo de 2012 su obispo es Dieudonné Espoir Atangana.

## Territorio y organización
La diócesis tiene 4057 km² y extiende su jurisdicción sobre los fieles católicos de rito latino residentes en la región del Litoral en el departamento de Moungo, y en el municipio de Santchou del departamento de Menoua de la región Occidental.
La sede de la diócesis se encuentra en la ciudad de Nkongsamba, en donde se halla la Catedral de la Inmaculada Concepción.
En 2021 en la diócesis existían 67 parroquias.

## Historia
La prefectura apostólica de Adamaua fue erigida el 28 de abril de 1914 con el decreto Quae rei sacrae de la Congregación de Propaganda Fide, obteniendo el territorio de los entonces vicariatos apostólicos de Jartum y Camerún, y de la entonces prefectura de Oubangui Chari.
El 11 de junio de 1923 se expandió obteniendo el territorio del vicariato apostólico de Camerún, y al mismo tiempo cambió su nombre por el de prefectura apostólica de Foumban mediante el decreto Cum praefectura. El 12 de junio de 1923 cedió a los británicos parte de su territorio para la erección de la entonces prefectura apostólica de Buéa, mediante el breve Cum ex Apostolico del papa Pío XI.
El 3 de febrero de 1932 se amplió con porciones de territorio cedida por el vicariato apostólico de Jartum.
El 28 de mayo de 1934 la prefectura apostólica fue elevada a vicariato apostólico con la bula Quo apostolicae del papa Pío XI.
Cedió otras porciones de su territorio para la erección de nuevas prefecturas apostólicas:
- el 28 de mayo de 1940 la de Berbérati mediante la bula Quo Evangelii del papa Pío XII;[6]
- el 28 de abril de 1942 de Niamey mediante la bula Ad faciliorem del papa Pío XII;[7]
- el 9 de enero de 1947 el papa Pío XII en Garua (mediante la bula Quo faciliori)[8] y Fort-Lamy (mediante la bula Quo evangelizationis).[9]

El 14 de septiembre de 1955, como resultado de la bula Dum tantis del papa Pío XII, el vicariato apostólico fue elevado a diócesis y asumió su nombre actual. Originalmente era sufragánea de la arquidiócesis de Yaundé.
El 5 de febrero de 1970 cedió otra parte de su territorio para la erección de la diócesis de Bafoussam mediante la bula Munus Apostolicum del papa Pablo VI.
El 18 de marzo de 1982 pasó a formar parte de la provincia eclesiástica de la arquidiócesis de Duala.
El 26 de mayo de 2012 volvió a ceder una parte de su territorio para la erección de la diócesis de Bafang mediante la bula Quandoquidem id del papa Benedicto XVI.

## Estadísticas
Según el Anuario Pontificio 2022 la diócesis tenía a fines de 2021 un total de 170 150 fieles bautizados.
| Año                                                                             | Población            | Población | Población      | Sacerdotes | Sacerdotes    | Sacerdotes    | Bautizados por sacerdote | Diáconos permanentes | Religiosos | Religiosos | Parroquias |
| Año                                                                             | Bautizados católicos | Total     | % de católicos | Total      | Clero secular | Clero regular | Bautizados por sacerdote | Diáconos permanentes | Varones    | Mujeres    | Parroquias |
| ------------------------------------------------------------------------------- | -------------------- | --------- | -------------- | ---------- | ------------- | ------------- | ------------------------ | -------------------- | ---------- | ---------- | ---------- |
| 1970                                                                            | 104 882              | 508 000   | 20.6           | 45         | 21            | 24            | 2330                     |                      | 52         | 58         | 27         |
| 1980                                                                            | 182 292              | 365 000   | 49.9           | 42         | 24            | 18            | 4340                     |                      | 37         | 38         | 33         |
| 1990                                                                            | 270 650              | 663 500   | 40.8           | 52         | 43            | 9             | 5204                     |                      | 20         | 47         | 50         |
| 1999                                                                            | 315 000              | 896 115   | 35.2           | 68         | 60            | 8             | 4632                     |                      | 28         | 47         | 40         |
| 2000                                                                            | 315 000              | 896 115   | 35.2           | 74         | 65            | 9             | 4256                     |                      | 29         | 47         | 40         |
| 2001                                                                            | 316 632              | 897 908   | 35.3           | 76         | 65            | 11            | 4166                     |                      | 14         | 15         | 40         |
| 2002                                                                            | 319 170              | 908 867   | 35.1           | 78         | 65            | 13            | 4091                     |                      | 16         | 24         | 56         |
| 2003                                                                            | 310 817              | 994 833   | 31.2           | 79         | 69            | 10            | 3934                     |                      | 15         | 53         | 51         |
| 2004                                                                            | 319 549              | 667 268   | 47.9           | 75         | 66            | 9             | 4260                     |                      | 15         | 51         | 52         |
| 2011                                                                            | 365 000              | 768 000   | 47.5           | 95         | 84            | 11            | 3842                     |                      | 40         | 60         | 79         |
| 2012                                                                            | 324 022              | 960 000   | 33.8           | 105        | 95            | 10            | 3086                     |                      | ?          | 67         | 102        |
| 2012                                                                            | 192 547              | 707 716   | 27.2           | 74         | 64            | 10            | 2602                     |                      | ?          | 56         | 71         |
| 2013                                                                            | 255 192              | 680 873   | 37.5           | 70         | 59            | 11            | 3645                     |                      | 40         | 60         | 57         |
| 2016                                                                            | 153 436              | 689 000   | 22.3           | 71         | 61            | 10            | 2161                     |                      | 23         | 62         | 65         |
| 2019                                                                            | 162 000              | 730 000   | 22.2           | 78         | 64            | 14            | 2076                     |                      | 27         | 55         | 67         |
| 2021                                                                            | 170 150              | 767 400   | 22.2           | 78         | 64            | 14            | 2181                     |                      | 27         | 55         | 67         |
| Fuente: Catholic-Hierarchy, que a su vez toma los datos del Anuario Pontificio. |                      |           |                |            |               |               |                          |                      |            |            |            |

## Episcopologio
- Gerhard Lennartz, S.C.I. † (29 de abril de 1914-30 de diciembre de 1919 renunció)
- Joseph Donatien Plissonneau, S.C.I. † (7 de febrero de 1920-1930 renunció)
- Paul Bouque, S.C.I. † (28 de octubre de 1930-16 de junio de 1964 renunció[nota 3])
- Albert Ndongmo † (16 de junio de 1964-29 de enero de 1973 renunció)
  - Sede vacante (1973-1978)
- Thomas Nkuissi † (15 de noviembre de 1978-21 de noviembre de 1992 renunció)
  - Sede vacante (1992-1995)
- Dieudonné Watio (1 de abril de 1995-5 de marzo de 2011 nombrado obispo de Bafoussam)
- Dieudonné Espoir Atangana, desde el 26 de mayo de 2012